# MV Derbyshire
El MV Derbyshire fue un buque de carga combinada de mineral de hierro, petróleo y graneles británico construido en 1976 por Swan Hunter, el último de la serie del sexteto de la clase Bridge. Estaba registrado en Liverpool y era propiedad de Bibby Line.
El Derbyshire se hundió el 9 de septiembre de 1980 durante el tifón Orchid, al sur de Japón. Los 42 miembros de la tripulación y dos de sus esposas murieron en el hundimiento. Con un peso de 91.655 toneladas de registro bruto, actualmente es el buque británico más grande que se ha hundido en el mar.

## Hundimiento
El 9 de septiembre de 1980, el Derbyshire atracó en el mar el tifón Orchid, a unas 230 millas (370 km) de Okinawa, y fue arrollado por la tormenta tropical, matando a todos a bordo. Nunca emitió un mensaje de socorro de emergencia. El barco había estado siguiendo los consejos meteorológicos de Ocean Routes, una empresa comercial de rutas meteorológicas.
La búsqueda del Derbyshire comenzó el 15 de septiembre de 1980 y se suspendió seis días después. Al no encontrar rastros del barco, se lo declaró perdido. Seis semanas después del hundimiento del Derbyshire, un petrolero japonés avistó uno de los botes salvavidas del barco.
El barco gemelo del Derbyshire, el Kowloon Bridge, se hundió frente a las costas de Irlanda en 1986, tras observarse grietas en la cubierta, descubiertas por primera vez tras una travesía del Atlántico. A raíz de este segundo desastre, Nautilus International, el Sindicato Nacional de Trabajadores Ferroviarios, Marítimos y del Transporte y la Federación Internacional de Trabajadores del Transporte financiaron una nueva investigación, solicitada por los familiares de las víctimas del Derbyshire.

## Investigación
En 1994, se inició una búsqueda en aguas profundas. En junio de 1994, se encontró el naufragio del Derbyshire a una profundidad de 4 kilómetros (2,5 millas), repartidos en 1,3 kilómetros (0,81 millas). Una expedición posterior pasó más de 40 días fotografiando y examinando el campo de escombros, buscando evidencia de lo que hundió el barco. Finalmente, se determinó que las olas que se estrellaban contra la parte delantera del barco habían cortado anteriormente las cubiertas de pequeños tubos de ventilación cerca de la proa. Durante los dos días siguientes, el agua de mar había entrado a través de las tuberías expuestas en la sección delantera del barco, lo que provocó que la proa se hundiera lentamente cada vez más en el agua.
Finalmente, la proa se volvió vulnerable a toda la fuerza de las fuertes olas, lo que provocó que la enorme escotilla de la primera bodega de carga se doblara hacia adentro, permitiendo que cientos de toneladas de agua entraran en cuestión de segundos. Cuando el barco comenzó a hundirse, la segunda y luego la tercera escotilla también fallaron, arrastrando el barco bajo el agua. A medida que el barco se hundía, la creciente presión del agua provocó que el barco se retorciera y se desgarrara por implosión /explosión, una propiedad de los barcos de doble casco en la que la compresión del aire entre los cascos provoca una descompresión explosiva secundaria.
La investigación forense formal concluyó que el barco se hundió debido a un fallo estructural y absolvió a la tripulación de cualquier responsabilidad. En particular, el informe determinó la secuencia detallada de eventos que llevaron al fallo estructural del buque. Un tercer análisis exhaustivo fue realizado posteriormente por Douglas Faulkner, profesor de arquitectura marina e ingeniería oceánica en la Universidad de Glasgow. Su informe de 2001 relacionó la pérdida del Derbyshire con la ciencia emergente sobre olas gigantes, concluyendo que el Derbyshire fue destruido casi con certeza por una ola gigante.
El trabajo del marinero y autor Craig B. Smith en 2007 confirmó el trabajo forense previo de Faulkner en 1998 y determinó que el Derbyshire estuvo expuesto a una presión hidrostática de una "columna estática" de agua de unos 20 metros (66 pies) con una presión estática resultante de 201 kilopascales (29,2 psi). Esto es en efecto 20 metros (66 pies) de agua de mar (posiblemente una ola gigante) fluyendo sobre el buque. Se determinó que las escotillas de carga de la cubierta del Derbyshire fueron el punto clave de falla cuando la ola gigante inundó el barco. El diseño de las escotillas solo permitía una presión estática de menos de 2 metros (6,6 pies) de agua o 17,1 kilopascales (2,48 psi), lo que significa que la carga del tifón en las escotillas fue más de diez veces la carga de diseño. El análisis estructural forense del naufragio del Derbyshire se considera hoy en día ampliamente irrefutable.
Ahora se sabe que las olas de rápido movimiento también ejercen una presión dinámica extremadamente alta. Se sabe que las olas que se precipitan o rompen pueden causar picos de presión de impulso de corta duración llamados "picos de Gifle". Estos pueden alcanzar presiones de 200 kilopascales (29 psi) (o más) durante milisegundos, que es suficiente presión para provocar una fractura frágil del acero dulce. También se encontraron pruebas de fallas por este mecanismo en el Derbyshire. Smith ha documentado escenarios en los que podría producirse una presión hidrodinámica de hasta 5.650 kilopascales (819 psi) o más de 500 toneladas métricas por metro cuadrado.